# Алексино (городской округ Истра)
Алексино — деревня в Ермолинском сельском поселении Истринского района Московской области. Население — 225 чел. (2010), в деревне 4 улицы, зарегистрировано 5 садовых товариществ. С Истрой связан автобусным сообщением (автобус № 39).
Расположено на правом берегу реки Даренки, примерно в 5 км на восток от Истры, высота над уровнем моря 188 м.
Ближайшие населённые пункты: Агрогородок в 0,5 км на юге, на юго-западе, через реку Дарья — Ивановское, на юго-востоке, за железной дорогой Подпорино, в полукилометре на запад — Дарна.

## Население
| 2002 | 2006 | 2010 |
| ---- | ---- | ---- |
| 163  | ↘143 | ↗225 |